# مايلاغروس (برغش)
بلدية مايلاغروس (بالإسبانية: Milagros)‏, هي إحدى بلديات مقاطعة برغش, التي تقع في منطقة قشتالة وليون, والتي تقع في شمال غرب إسبانيا.
يبلغ عدد سكانها 502 نسمة وفقاً لإحصائية سنة (2002).